# Мала Пустинь
Мала Пусти́нь (рос. Малая Пустынь) — присілок у складі Тавдинського міського округу Свердловської області.
Населення — 3 особи (2010, 6 у 2002).
Національний склад населення станом на 2002 рік: росіяни — 83 %.